# Anthony Šerić
Anthony Šerić [ˈʃɛːritɕ] (* 15. Januar 1979 in Sydney, Australien) ist ein ehemaliger kroatischer Fußballspieler.

## Karriere

### Verein
Anthony Šerić absolvierte in seiner Heimat Australien die Ausbildung am nationalen Sportinstitut in Canberra und erhielt später einen Profivertrag in Kroatien bei Hajduk Split, für die er bis 1999 spielte.
Im Anschluss wechselte er nach Italien in die Serie A, wo er von 1999 bis 2005 für Hellas Verona, Brescia Calcio, AC Parma sowie Lazio Rom spielte. Insgesamt kam er dabei auf 111 Einsätze in der Serie A, in denen er zwei Tore erzielte. 
Von 2005 bis 2008 spielte Šerić in Griechenland bei Panathinaikos Athen. Nach einem darauf folgenden halben Jahr bei Beşiktaş Istanbul kehrte er im Januar 2009 zu Hajduk Split zurück, mit denen er 2010 den kroatischen Fußballpokal gewann. Im gleichen Jahr zog es ihn wieder in die Türkei zu Kardemir Karabükspor, wo er bis 2013 spielte. Nach einer weiteren Saison beim damaligen portugiesischen Erstligisten SC Olhanense beendete er 2014 seine Karriere.

### Nationalmannschaft
Anthony Šerić gehörte zum Aufgebot der kroatischen Fußballnationalmannschaft bei den Weltmeisterschaften 1998, 2002 und 2006, kam aber bei keinem der Turniere zum Einsatz. Insgesamt wurde er von 1998 bis 2006 16 Mal in der A-Nationalmannschaft eingesetzt. Mit der kroatischen Jugendnationalmannschaft spielte er 1999 außerdem bei der U20-WM in Nigeria. 